# David Basnett, Baron Basnett
David Basnett, Baron Basnett (* 9. Februar 1924 in Liverpool; † 25. Januar 1989 in Leatherhead) war ein britischer Gewerkschafter und Life Peer.

## Leben und Karriere

### Frühe Jahre
Basnett wuchs in Liverpool als Sohn des regionalen Gewerkschafters Andrew Basnett und dessen Frau Charlotte auf. Die Mutter starb jedoch bereits, als Basnett sechs Jahre alt war. Nach dem Besuch der Elementary School erhielt er ein Stipendium an der Quarry Bank High School in Liverpool. Nach der Schule arbeitete Basnett zunächst als Bankkaufmann, ehe er im Zweiten Weltkrieg bei der Royal Air Force diente, für die er in Flugbooten des Typs Short Sunderland über den Atlantik flog.
Nach dem Krieg trat Basnett 1948 der General and Municipal Workers’ Union (GMWU), einer Vorgängergewerkschaft der heutigen GMB, bei und engagierte sich zunächst im Raum Liverpool. Bald schon machte er jedoch auch landesweit Karriere innerhalb der Gewerkschaft: 1955 wurde er zum nationalen Officer für Bildungsangelegenheiten ernannt, fünf Jahre später wurde er Beauftragter für industrielle Fragen, mit Schwerpunkten bei der chemischen und der Glasindustrie.
Einer breiteren Öffentlichkeit wurde Basnett 1970 im Zuge eines Glasarbeiterstreiks in der Pilkington Glass Company in St Helens bekannt. An diesem Streik waren 8.000 britische Glasarbeiter beteiligt, jedoch stellte sich heraus, dass diese sich von der GMWU nur unzureichend repräsentiert fühlten. In den vergangenen Jahren hatte sich die Gewerkschaftsführung immer weiter von der Basis entfernt, welche ihr Selbstgefälligkeit und einen absolutistischen Machtanspruch vorwarf. Es kam verstärkt zu Austritten aus der Gewerkschaft.
Basnett gelang es schließlich, den Streit zwischen Gewerkschaftsführung und -basis zu schlichten und die Glaubhaftigkeit der GMWU in St Helens wiederherzustellen.

### Generalsekretär der GMWU und späte Jahre
Sein couragiertes Auftreten während des Streiks in St Helens stärkte die Position Basnetts innerhalb der Gewerkschaft und so gelang es ihm, sich 1973 zum Generalsekretär wählen zu lassen. Unter seiner Führung schloss sich die Gewerkschaft mit vielen kleineren Gewerkschaften zusammen, zum Beispiel mit der Gewerkschaft der Kesselschmiede 1982, und konnte so mit 800.000 Mitgliedern zur drittstärksten Gewerkschaft des Vereinigten Königreichs werden. Andererseits verhinderte die Autonomie lokaler Gewerkschaftsverbände, dass Basnett weitreichendere Reformen durchsetzen konnte, mit denen die GMWU stärker von dem allgemeinen Zulauf bei den Gewerkschaften während der 1970er Jahre hätte profitieren können.
Bereits seit 1966 vertrat Basnett seine Gewerkschaft im Generalrat des Dachverbandes Trades Union Congress (TUC), welchen er während seiner gesamten Zeit als GMWU-Generalsekretär im National Economic Development Council vertrat. Von 1977 bis 1978 war er Vorsitzender des TUC.
Unter der Labour-Regierungen von Harold Wilson und James Callaghan hatten die Gewerkschaften, und mit ihnen auch Basnett, einen großen Einfluss auf die britische Politik. Der Winter of Discontent von 1978/79, der von zahlreichen Streiks geprägt war, schädigte jedoch das Verhältnis von Labour zu den Gewerkschaften und mündete schließlich in der Regierungsübernahme durch die Conservative Party unter Margaret Thatcher von 1979.
In der Folgezeit sank der Einfluss der Gewerkschaften unter der Tory-Regierung zunehmend. Basnett versuchte, die Labour Party durch diverse Initiativen der Zusammenarbeit mit den Gewerkschaften wieder zu stärken, hatte hiermit aber kaum Erfolg. 1986 trat er von seinen Posten in der GMWU und im TUC zurück und beendete somit im Alter von 62 Jahren seine Gewerkschaftskarriere.
1987 wurde er in den Stand eines Life Peer erhoben. Seither trug er offiziell den Titel Baron Basnett, of Leatherhead in the County of Surrey und nahm einen Sitz im House of Lords ein.
Basnett war seit 1956 verheiratet und hatte zwei Söhne. Er starb im Alter von 64 Jahren in seinem Haus in Leatherhead an Krebs.